# Insurgência do Estado Islâmico no Cáucaso do Norte

A Insurgência do Estado Islâmico no Cáucaso do Norte é uma atividade terrorista contínua da filial do Estado Islâmico (EI) no Norte do Cáucaso após a insurgência do Emirado do Cáucaso.

## História
A partir de 2015, durante a Insurgência no Norte do Cáucaso, após a série de assassinatos de líderes do Emirado do Cáucaso pelo exército russo entre 2013 e 2014, levaram ao enfraquecimento da organização terrorista, deixando vários membros do Estado Islâmico, veteranos da Guerra Civil Síria e da Guerra Civil no Iraque, fundaram uma Província do Estado Islâmico no Norte do Cáucaso. Em 23 de junho de 2015, o porta-voz do EI, Abu Mohammad al-Adnani, aceitou estas promessas e anunciou a criação de uma nova Wilayah, ou Província, cobrindo a região do Norte do Cáucaso. Adnani nomeou Asildarov como líder do EI nesta área e apelou a outros militantes da região para o seguirem. O primeiro ataque do grupo ocorreu em uma base militar russa no sul do Daguestão em 2 de setembro de 2015. Num vídeo também divulgado em Setembro, Asildarov apelou aos apoiantes do EI no Cáucaso para se juntarem à luta lá, em vez de viajarem para o Iraque e a Síria. De 2015 a 2017, o grupo realizou outros ataques a civis e às forças de segurança, causando mais de 180 mortes. No final de 2017, muitos dos grupos subversivos e terroristas que operavam no Norte do Cáucaso foram eliminados e a Insurgência no Norte do Cáucaso foi oficialmente declarada encerrada em 19 de dezembro do mesmo ano, quando o Diretor do FSB, Alexander Bortnikov, anunciou a eliminação final dos clandestinos insurgentes no norte do Cáucaso. Depois disso, o Emirado do Cáucaso e a Província do EI do Cáucaso foram dissolvidos, deixando muitos grupos clandestinos para continuar a insurgência. Desde o fim da Insurgência no Norte do Cáucaso, o ataque terrorista mais violento perpetrado pelo Estado Islâmico na Rússia foi o tiroteio em massa contra uma igreja em Kizlyar, em 18 de fevereiro de 2018, causando seis mortes (incluindo o perpetrador) e 4 feridos. Em 21 de abril de 2018, num confronto entre as forças de segurança russas e o EI, nove militantes do EI foram mortos no Daguestão. Em 20 de agosto de 2018, o EI lançou ataques na Chechênia, ferindo vários polícias; cinco supostos membros do EI foram mortos. Em 24 de janeiro de 2019, o EI atacou um posto policial, deixando quatro membros do EI mortos e um policial ferido em Cabárdia-Balcária. Em 1º de julho, o ISIS assumiu a responsabilidade por um ataque a um policial em um posto de controle no distrito de Achkhoy-Martonovsky, na Chechênia, que foi morto a facadas. O agressor foi baleado e morto enquanto jogava uma granada contra outros policiais. Em 20 de janeiro de 2021, Aslan Byutukayev, também conhecido como Emir Khamzat e Abubakar, um comandante insurgente checheno do Estado Islâmico, foi morto ao lado de outros cinco militantes do EI numa operação especial lançada pelo Ministério de Assuntos Internos da Chechênia em Katyr-Yurt, Chechênia; quatro soldados ficaram feridos.

## Vítimas
| Ano   | Mortos | Feridos |
| ----- | ------ | ------- |
| 2017  | 0      | 13      |
| 2018  | 86     | 27      |
| 2019  | 34     | 14      |
| 2020  | 55     | 12      |
| 2021  | 19     | 10      |
| 2022  | 6      | 0       |
| 2023  | 10     | 11      |
| Total | 210    | 87      |